# Anders Boserup
Anders Boserup (15. januar 1940 – 4. maj 1990) var en dansk forsker.
Han blev magister i teoretisk fysik i 1965 og blev lektor i sociologi ved Københavns Universitet i 1972. Han var medstifter af Dansk Institut for Freds- og konfliktforskning og Nordisk Fredsfond
Anders Boserup beskæftigede sig med forskning i fred, sikkerhed og nedrustning. Særlig kendt er hans bidrag til området ikke-offensivt forsvar (non-offensive defence). Han fungerede som rådgiver for FN og Udenrigsministeriet i nedrustningsspørgsmål.